# Estació de Guadalajara-Yebes
L'estació de Guadalajara-Yebes és una estació d'alta velocitat propietat d'ADIF situada a la ciutat de Guadalajara (Castella - la Manxa). Per aquesta estació hi circulen trens de la LAV Madrid - Saragossa - Barcelona - Frontera Francesa i Madrid-Osca.
L'estació no té correspondència amb l'estació de Guadalajara de Rodalies Madrid.